# IC 3233
IC 3233 је лентикуларна галаксија у сазвјежђу Дјевица која се налази на листи објеката дубоког неба у Индекс каталогу.
Деклинација објекта је + 12° 33' 59" а ректасцензија 12h 22m 54,9s. Привидна величина (магнитуда) објекта IC 3233 износи 15,5 а фотографска магнитуда 16,5. IC 3233 је још познат и под ознакама KUG 1220+128, PGC 165111.